# Chlorocarpa
Chlorocarpa é um género botânico pertencente à família Achariaceae.

## Espécies
- Chlorocarpa pentaschista Alston

1. ↑  «Chlorocarpa — World Flora Online». www.worldfloraonline.org. Consultado em 19 de agosto de 2020